# Пинъяо (город)
Древний город Пинъя́о (кит. упр. 平遥古城, пиньинь Píngyáo gǔchéng) — объект Всемирного культурного наследия ЮНЕСКО. Единственный средневековый город Китая, полностью сохранивший свой исторический архитектурный облик. Расположен в посёлке Гутао уезда Пинъяо городского округа Цзиньчжун провинции Шаньси.

## География
Площадь Древнего города Пинъяо составляет 2,25 кв. км. Население: 45 тысяч человек. Экономика опирается на доходы от туризма (данные за 2005 г.).

## История
Город основан в правление Сюань-вана династии Западная Чжоу (827—782 до н. э.). Заложен генералом Инь Цзифу в качестве оборонительного сооружения. В то время, однако, были построены только западная и северная стены, город получил название Пинтао. Переименован в Пинъяо в 424 году н. э. вэйским императором Тай У-Ди в связи с тем, что последний стремился избежать в названии города иероглифа «Тао», содержавшегося в имени императора.
После того, как основатель династии Цинь император Цинь Шихуанди провёл административную унификацию, Пинъяо (тогда ещё назывался Пинтао) стал уездным центром.
В 1370 году в правление императора Чжу Юаньчжана династии Мин город был расширен до площади в 12 ли и 8,4 фэня (12560 м). Впоследствии в целях укрепления обороноспособности город реставрировался и перестраивался более 25 раз, однако площадь осталась неизменной.
Во время Второй мировой войны город Пинъяо был занят японскими войсками.
В настоящее время представляет собой город-музей.

## Архитектурный облик
В настоящее время все сохранившиеся строения относятся к периоду династий Мин и Цин. Фактически, это единственный город в Китае, в котором вся историческая архитектура средневековья полностью сохранена. Всего в городе насчитывается 99 музеев и охраняемых государством объектов. В 1997 году город внесён в список всемирного культурного наследия ЮНЕСКО.

### Стена
Город окружен глинобитной стеной, сооруженной из кирпичей. Общая длина стены составляет около 6000 метров. Высота стены составляет 10 метров, ширина 3-5 метров. Северная, западная и восточная стены ровные, южная стена имеет изгибы в связи с неровностью ландшафта. Всего насчитывается 6 городских ворот (по 1 с северной и южной сторон, по 2 с восточной и западной сторон). В связи с этим, местное население называет город «черепахой» — башни на севере и юге как голова и хвост, башни на западе и востоке как лапы, квадратный город как панцирь. На городской стене возведены 72 наблюдательные башни. Стены имеют 3000 отверстий для оборонительной стрельбы. Числа 72 и 3000 обусловлены тем, что у Конфуция было 72 последователя и 3000 учеников.
Стены города окружены рвом шириной в 3,3 метра и глубиной в 3,3 метра.

### Улицы
Всего в городе 4 основные улицы, 8 переулков и 72 прохода, соединяющих переулки. Все главные улицы ведут к расположенной в центре Рыночной башне. Последняя является самым высоким зданием в городе и получила своё название в связи с тем, что вокруг неё всегда велась активная торговля. Данная башня в последний раз перестраивалась в 1668 году в годы правления императора Сюанье династии Цин.

### Дома и подворья
В общей сумме в городе насчитывается 3797 сыхэюаней (кит. упр. 四合院, пиньинь sìhéyuàn — квадратный дворик, по периметру которого располагаются дома, во внешних стенах этих двориков нет окон). Из них 400 сохранились практически в первозданном виде. Большинство из этих строений насчитывают более 600 лет истории.
Строения города отличаются разнообразием стилей. Некоторые подворья представляют собой типичный сыхэюань с одним выходом, некоторые являются объединением 2-3 зданий, соединённых между собой проходами.
Большинство зданий имеют деревянные перекрытия и каменные внешние стены. Крыши домов покрыты серой черепицей. Некоторые украшены каменными колоннами. Дома богатых семей украшены декоративными архитектурными надстройками и лепниной животных.
Административные здания украшены каллиграфическими надписями. Так, на беседке рядом с резиденцией правительства с восточной стороны нанесена надпись «следить за направлением ветра» (кит. упр. 观风楼, пиньинь Guānfēng  Lóu , букв.: Здание для наблюдения за ветром), с западной — «слушать шум дождя» (кит. упр. 听雨楼, пиньинь  Tīngyǔ Lóu, букв.: Здание, откуда слушают дождь). И в том, и в другом случае это иносказательные высказывания о необходимости знать, чем живёт народ и какие идеи популярны среди людей.

### Древняя резиденция правительства города
Начиная с времен династии Цинь (221 г. д.н. э. — 206 г. д.н. э.) в городе Пинъяо заседало уездное правительство.
Сама резиденция представляет собой целый квартал города со множеством зданий и была построена в 1346 г. н. э. во времена династии Юань. Во времена династии Мин большинство зданий были полностью перестроены. Исключением стало само здание правительства (Дасянь Лоу). В резиденции также находилось помещение для суда, тюрьмы, библиотека, а также специальное окно, через которое можно было анонимно похвалить достойного и пожаловаться на нерадивого чиновника — (кит. упр. 申明亭, пиньинь  Shēnmíng Tíng ). Внутри квартала здания расположены надлежащим китайскому ритуалу образом. Административные постройки находятся по левую сторону от входа, по правую сторону расположены здания охраны. В общей сумме в Резиденции 299 комнат.

### Храмы
Даосский храм Цинсюйгуань (кит. упр. 清虚观, пиньинь Qīngxū Guān) расположен на Восточной улице города. Построен в 652 году в эпоху правления династии Тан. В настоящее время является музеем.
Даосский храм Чэнхуанмяо (кит. упр. 城隍庙, пиньинь Chénghuáng miào) — это пример одного из немногих наиболее полно сохранившихся в Китае до наших дней даосских монастырей. Построен в правление династии Мин. В 1859 году храм сгорел во время пожара в городе. В 1864 восстановлен. Охраняется государством.
Буддийский храм Шуанлиньсы (кит. упр. 双林寺, пиньинь Shuānglín Sí) расположен в деревне Цяотоу (кит. упр. 桥头村, пиньинь Qiáotóu Cūn), в 6 километрах на юго-запад от Пинъяо. Храм также входит в фонд Всемирного культурного наследия ЮНЕСКО. До сих пор не ясно, когда было построено данное сооружение. В эпоху династии Сун в 1011 г. н. э. была обнаружена запись о том, что в 571 г. в эпоху Нань-бэй Чао храм был реставрирован и частично перестроен. В Шуанлиньсы представлено более 2000 раскрашенных скульптур Будды Шакьямуни и Будды Бодхисатва.
Ещё один буддийский храм — Чжэньгосы (кит. упр. 镇国寺, пиньинь Zhēngúo Sí) также расположен за пределами Пинъяо — в деревне Хаодун (кит. упр. 郝洞村, пиньинь Hǎodòng Cūn), которая находится в 12 километрах на северо-восток от Пинъяо. Построен в эпоху правления династии Северная Хань в 963 году. До 1540 года носил название Цзинчэнсы (кит. упр. 京城寺, пиньинь Jīngchéng Sí  ). Главным залом храма считается Зал Ваньфо (кит. упр. 万佛, пиньинь Wàn Fó, букв.: 10 000 Будд). Храм также входит в фонд Всемирного культурного наследия ЮНЕСКО. Охраняется государством.

## Первый банк в Китае
Исторически Пинъяо был центром коммерции и торговли. В 1824 году здесь открылся первый банк в Китае — Жи Шэн Чан (кит. упр. 日升昌, пиньинь  Rìshēngchāng), здание которого сохранилось. Открытие данного банка является отправной точкой развития банковской коммерции Китая. Впоследствии филиалы данного банка появились в провинциях Цзянсу, Шаньдун, Хэнань, Ляонин. В течение второй половины XIX века—начала XX века в Пинъяо открыли свои филиалы более 20 национальных банков.

## Транспорт
Здесь нет условий для передвижения на автомобилях — все улицы являются пешеходными. Местное население передвигается на велосипедах, гужевом транспорте и электромобилях.

## Жизнь в Пинъяо
Жители древнего города сохранили вековые традиции. Так, в связи с тем, что в городе на улицах не возведены уличные фонари, люди здесь живут по старинному китайскому принципу «работать от восхода до заката» (кит. упр. 日出而作，日落而息, пиньинь Rìchū ér zuò, rìluò ér xī, букв.: работать с восходом солнца, отправляться на отдых во время заката). Неизменными на протяжении многих столетий остаются условия быта — во многих сыхэюанях люди живут из поколения в поколение. Довольно распространённым типом занятий является производство изделий народного промысла на продажу в качестве сувениров.

### Театр
В городе действует традиционный китайский театр-чайная.

### Кухня Пинъяо
В целом, наиболее распространёнными являются традиционные для провинции Шаньси блюда из лапши. Однако традиционными в Пинъяо также являются блюда из говядины, лепёшки Ваньто (кит. упр. 碗托, пиньинь Wǎntuō) и коренья Чаншаньяо (кит. упр. 长山药, пиньинь Chángshānyào )